# جاكوب برامفيلد
جاكوب برامفيلد (بالإنجليزية: Jacob Brumfield)‏ هو لاعب كرة قاعدة أمريكي، ولد في 27 مايو 1965 في بوغالوسا في الولايات المتحدة.

## وصلات خارجية
- جاكوب برامفيلد على موقعبيزبول رفرنس.كوم (الدوري الرئيسي) (الإنجليزية)
- جاكوب برامفيلد على موقعبيزبول رفرنس.كوم (الدوري الثانوي) (الإنجليزية)
- جاكوب برامفيلد على موقع مشجعي الرسوم البيانية (الإنجليزية)